# Otoplecta frigida
Otoplecta frigida är en fjärilsart som beskrevs av Butler 1878. Otoplecta frigida ingår i släktet Otoplecta och familjen mätare. Inga underarter finns listade i Catalogue of Life.